# Sumerigrama
Sumerigrama és el nom que es dona a un caràcter o grup de caràcters cuneïformes sumeris utilitzats com ideogrames o logogrames en lloc de sil·labogrames per a escriure un idioma diferent del sumeri, com l'accadi o l'hitita. La seva freqüència depèn del període, estil o gènere.
D'acord amb la convenció moderna, els sumerigrames es transcriuen amb lletres majúscules, amb punts que separen els signes. Una paraula escrita en accadi que es fa servir ideogràficament per escriure un idioma diferent de l'accadi (com pot ser l'hitita), es diu accadigrama.
La majoria dels signes tenen uns quants sons i, per tant, uns quants significats. Els lectors de textos assiris o hitites poden llegir el so del sumerigrama sense saber gens de sumeri. El superíndex d'abans de la paraula es diu determinatiu, i aclareix el significat de la paraula.
Per exemple, el nom babilònic Marduk s'escriu amb sumerigrames com DLAMMA. I el nom hitita Kurunta s'escrivia DLAMMA (𒀭𒆗). LAMMA és el sumerigrama per a ‘cérvol’, animal associat al déu luvi Kurunta.
A les cartes d'Amarna, la «Senyora dels lleons» és el nom d'una reina mare babilònica, escrit com NIN.UR.MAH.MEŠ, que vol dir NIN (𒊩𒌆, ‘senyora’) i UR.MAH.MEŠ (‘dels lleons’).

Sumerigrama del signe NIN (‘senyora’)
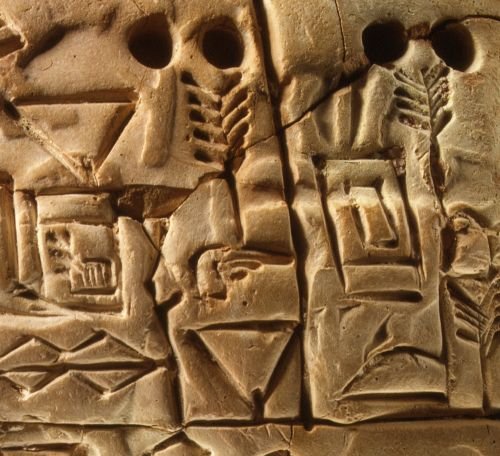
Tauleta administrativa de Jemdet Nasr
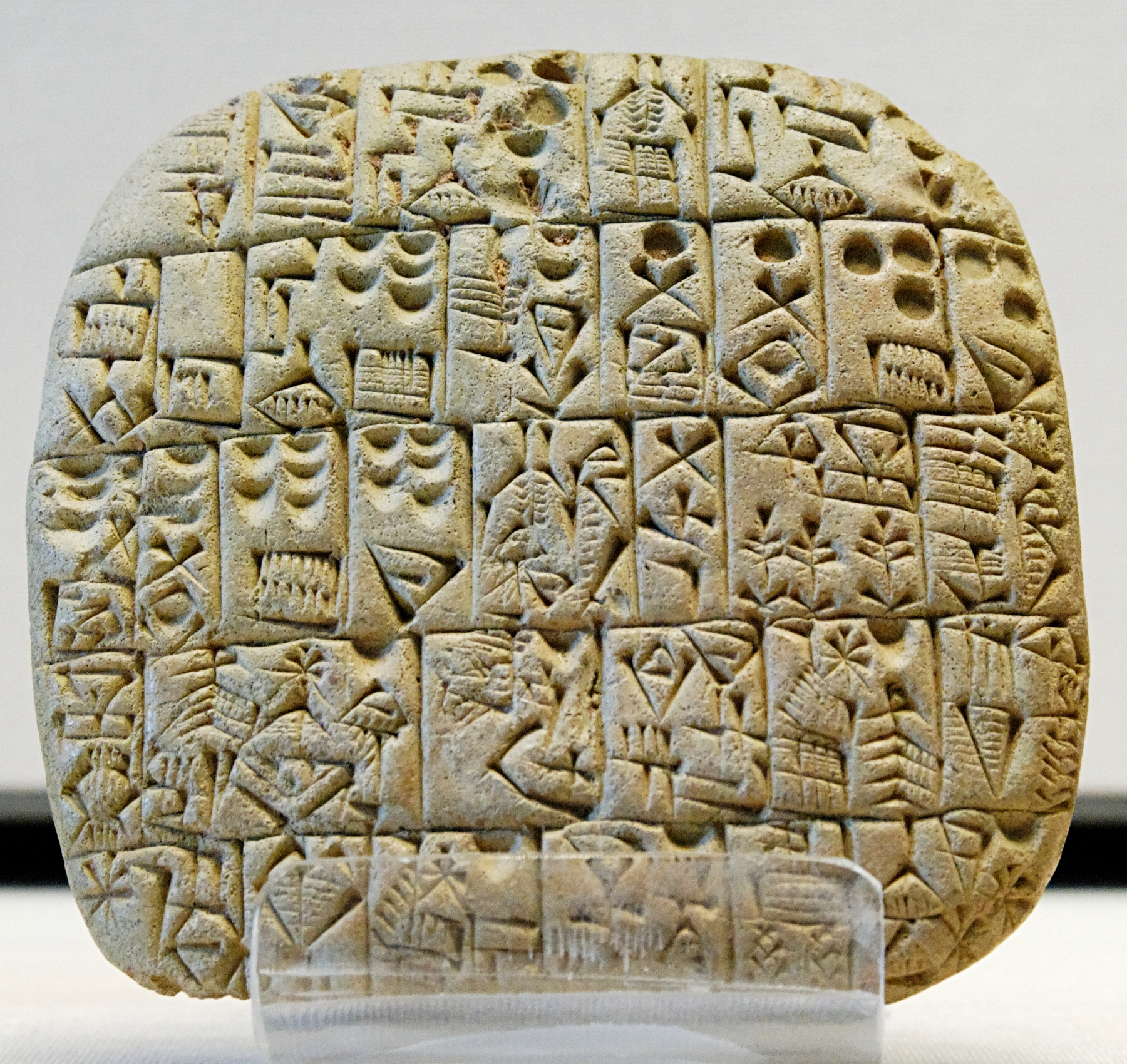
Contracte sumeri de venda d'un camp i una casa, c. 2600 a.C.
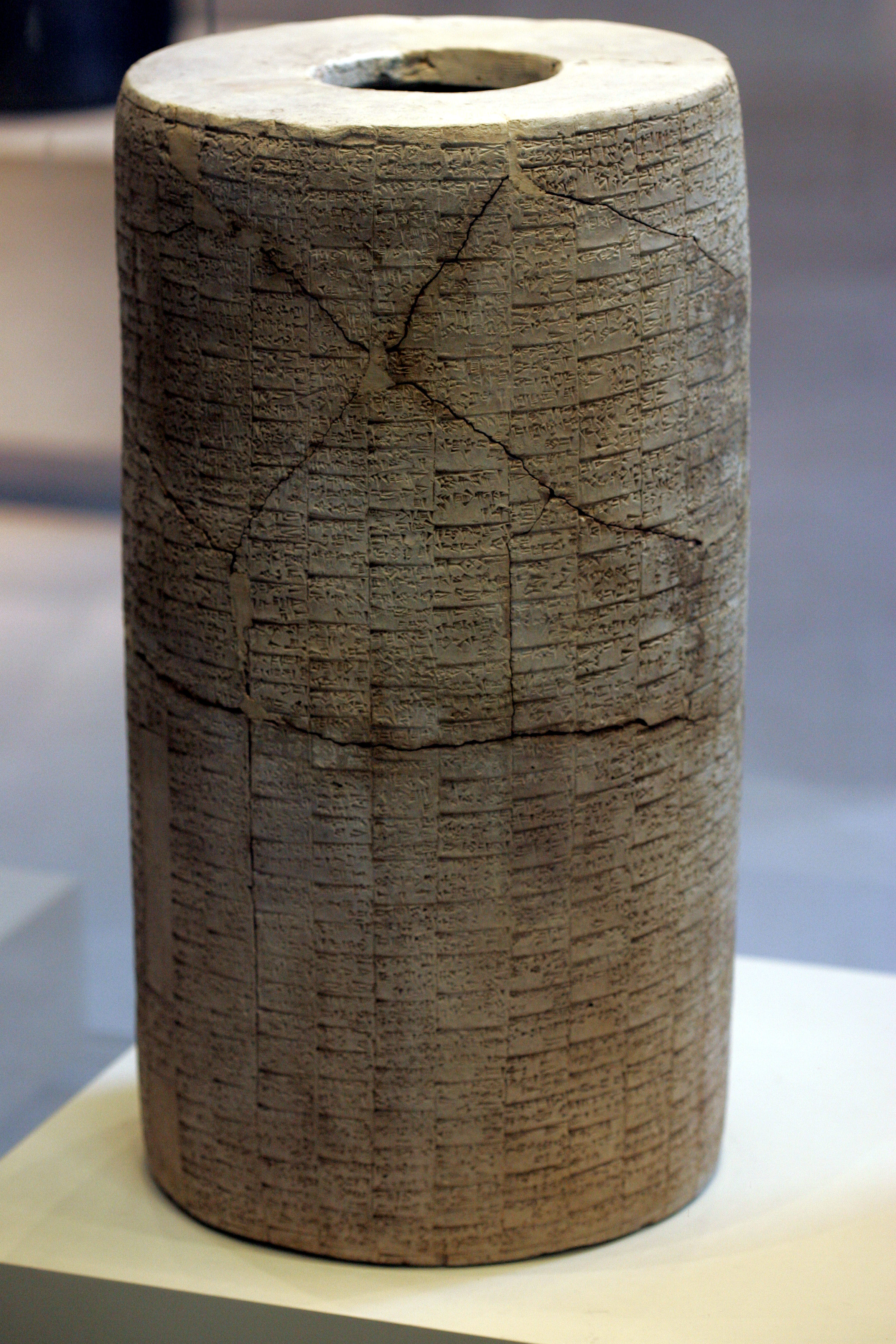
Cilindre de Gudea